# Caesalpinia colimensis
Caesalpinia colimensis är en ärtväxtart som beskrevs av Frederick Joseph Hermann. Caesalpinia colimensis ingår i släktet Caesalpinia och familjen ärtväxter. Inga underarter finns listade i Catalogue of Life.